# Delfim Santos
Delfim Pinto dos Santos (Porto, 6 novembre 1907 – Cascais, 25 settembre 1966) è stato un filosofo e scrittore portoghese, come autore si è cimentato nei generi del trattato filosofico, del saggio ed ha praticato inoltre la critica (letteraria e cinematografica), la cronaca e la memoria biografica.

## Biografia
Nato a Porto, cominciò a lavorare a undici anni, aiutando suo padre, Arnaldo Pinto, nel suo laboratorio di oreficeria. Poco dopo la morte di quest'ultimo, avvenuta nel 1922, quando il figlio aveva solo quindici anni, comprese la sua più autentica vocazione, quella dello studio, e si iscrisse al liceo serale, presso il quale, nel 1927, concluse il Corso Complementare di Scienze e quello di Lettere. In questo periodo partecipò attivamente alle attività culturali e sportive della YMCA, organizzazione giovanile di confessione protestante.
Nel 1931 si laureò in Scienze Storico-Filosofiche, presso la Facoltà di Lettere dell'Università di Porto; fu uno degli ultimi studenti di quel famoso istituto, chiuso dalle autorità poco dopo. Fu alunno di Leonardo Coimbra, del quale diventò amico e ammiratore, pur non professandosi discepolo del filosofo del Creazionismo. Fu alunno anche di Teixeira Rego, Newton de Macedo, Luís Cardim e Aarão de Lacerda ed ebbe come colleghi di corso Álvaro Ribeiro, Agostinho da Silva, Adolfo Casais Monteiro, Sant'Anna Dionísio e José Marinho, tra gli altri. Dopo l'università cominciò un tirocinio presso il Liceo Nazionale José Falcão, a Coimbra (1931-1932), dove si unisce al gruppo della rivista Presença, in cui - oltre ad Adolfo Casais Monteiro, già conosciuto a Porto - spiccavano i nomi di José Régio, João Gaspar Simões e Alberto de Serpa. Nel periodo tra maggio e giugno del 1932, collabora alla direzione della rivista A Águia. Santos interruppe il tirocinio l'anno accademico seguente, al fine di completare lo studio delle discipline pedagogiche alla Università di Coimbra, per concluderne il secondo e ultimo anno a Lisbona, presso il Liceo Normale Pedro Nunes (1933-1934), dove nel luglio del 1934 sostenne l'esame di stato per l'abilitazione alla docenza liceale. Proseguì la carriera a Lisbona come Professore Assistente al Liceo Gil Vicente, fino al 1935.
Nell'ottobre del 1935 partì per Vienna dove rimase due anni, grazie ad una borsa di studio dell'Istituto per l'Alta Cultura, per studiare con i filosofi Moritz Schlick, Karl Bühler e Othmar Spann, partecipando (unico portoghese) ai seminari del Circolo di Vienna. Durante il viaggio, visitò Henri Bergson a Parigi. Scrisse allora un'opera critica sul Neopositivismo, intitolata Situazione Critica del Positivismo (Situação Valorativa do Positivismo), che presentò come relazione finale per la borsa di studio all'Instituto de Alta Cultura. Nell'inverno del 1936 partì per Berlino per avere un primo contatto con Nicolai Hartmann e con Eduard Spranger, proseguì per lo University College di Londra, nel 1937, per studiare con John Macmurray, e subito dopo per il Trinity College (Cambridge), dove si era esiliata una parte del Circolo di Vienna e dove lavorò con Charlie Dunbar Broad e con George Edward Moore; quest'ultimo sarebbe stato sostituito nel 1939 da Ludwig Wittgenstein, proveniente dal circolo viennese e accolto da questa università.
Nel 1937 ritornò in Portogallo, per poi partire nuovamente per la Germania dove avrebbe lavorato in qualità di lettore di lingua portoghese all'Università di Berlino, un incarico che aveva perseguito per poter approfondire gli studi sulla fenomenologia. Lì frequentò di nuovo i seminari di Nicolai Hartmann e fece la conoscenza del pensiero di Martin Heidegger, della cui opera divenne attento lettore e commentatore, facendo anche conoscenza con alcuni seguaci di Heidegger, come Ernesto Grassi, di cui Santos avrebbe promosso l'edizione portoghese di Kunst und Mythos (Arte e Mito, Lisbona, 1960). Delfim Santos fu tra i primi a presentare il pensiero di Heidegger al pubblico portoghese con il saggio del 1938 'Heidegger e Hölderlin o l'essenza della poesia' ('Heidegger e Hölderlin ou a Essência da Poesia'), dedicato al Prof. Ernesto Grassi. Nel 1940 ottenne il titolo di dottore presso la Facoltà di Lettere dell'Università di Coimbra con una tesi orientata da Hartmann che trattava di Conoscenza e Realtà (Conhecimento e Realidade), poi tornò a Berlino fino al 1942, data in cui rincasò definitivamente in Portogallo.
Dopo un breve passaggio al Liceo Camões fu invitato all'inizio del 1943 a far parte dell'organico della Facoltà di Lettere dell'Università di Lisbona dove entrò nel Dipartimento di Scienze Pedagogiche con il grado di secondo assistente e lì cominciò una brillante carriera di professore; nel 1946 concorse all'incarico di professore straordinario presso lo stesso dipartimento con la tesi Fondamenti Esistenziali della Pedagogia (Fundamentação Existencial da Pedagogia), considerata la sua opera di più vasto impatto tra gli educatori e docenti portoghesi e brasiliani, pubblicata in Portogallo in quello stesso anno e in Brasile nel 1952. Nel 1950 divenne il primo professore ordinario di Pedagogia in Portogallo. Diresse gli insegnamenti di Storia dell'Educazione, Organizzazione e Amministrazione Scolastica; Morale; e Storia della Filosofia Antica (1943-47), così come, dal 1948, il corso di Pedagogia e Didattica. Fu anche professore di Psicologia e Sociologia all'Istituto di Alti Studi Militari in diversi anni accademici tra il 1955 e il 1962.
Partecipò a diversi congressi internazionali di filosofia in Europa, tra cui il IX Congresso Internazionale di Filosofia, Congresso Descartes, tenuto a Parigi nel 1937 e il X Congresso Internazionale di Filosofia, svolto ad Amsterdam nel 1948. Nel 1949 fece parte della delegazione portoghese al Congresso Nazionale di Filosofia di Mendoza, Argentina, organizzato dall'Università di Cuyo. Nel 1954 partecipò, insieme ad altri intellettuali portoghesi, alle commemorazioni per il IV Centenario della Fondazione della Città di San Paolo del Brasile, in particolare, intervenne come relatore nella sessione plenaria inaugurale del Congresso Internazionale di Filosofia, organizzato da Miguel Reale. Analogo riconoscimento gli fu concesso al Primo Congresso Nazionale di Filosofia realizzato in Portogallo, nella città di Braga, nel 1955.
Dopo essersi fatto notare per il suo approccio scientifico e filosofico ai temi pedagogici, in particolare nell'ambito della psicologia tipologica o caratterologia, nel 1962 avanzò una proposta alla Fondazione Calouste Gulbenkian per la creazione di un Centro di Ricerca Pedagogica presso la Fondazione, Centro di cui fu direttore dal 1963 fino alla sua morte, avvenuta nel 1966.
Fu membro effettivo della Accademia delle scienze di Lisbona, dove era il socio nº 37, preceduto da Aquilino Ribeiro e seguito da Domingos Monteiro, e Presidente della Società Portoghese degli Scrittori (SPE) nel 1962. Nel 1965 gli fu conferita una medaglia da parte del Segretario per l'Educazione della città di San Paolo del Brasile.
In ambito letterario stabilì una particolare affinità con il gruppo di scrittori della rivista Presença, diretta da José Régio, João Gaspar Simões e Adolfo Casais Monteiro, ma collaborò anche alla maggior parte delle riviste letterarie e culturali della sua epoca. Tra le molteplici riviste cui collaborò figurano Princípio (1930) e la V e ultima serie di A Águia, della quale fu direttore (1932). Nella sua opera epistolare, Santos si rivela un critico letterario attento ai valori del suo tempo.
Mantenne un contatto personale ed epistolare con lo scrittore tedesco Hermann Hesse (Premio Nobel per la Letteratura nel 1946), nella cui opera è riflessa la problematica educativa; per iniziativa di Delfim Santos si pubblicò a Lisbona nel 1952 la prima traduzione portoghese di Hesse, il romanzo breve Klein e Wagner (Ele e o Outro), tradotto da Manuela de Sousa Marques Archiviato il 26 giugno 2015 in Internet Archive..
Ha scambiato corrispondenza con altri studiosi e scrittori di rinomanza internazionale, come Ernesto Grassi, Mircea Eliade, Constantin Noica, e Michael de Ferdinandy.
In suo onore, il nome di Delfim Santos è stato attribuito a una scuola di Lisbona e a diverse strade in Portogallo, in particolare a Lisbona (Telheiras), a Outorela (Carnaxide), a Évora e a Custóias (Matosinhos).

## Opere
La maggior parte della sua opera filosofica, pedagogica, critica ed epistolare è stata pubblicata in quattro volumi dalla Fondazione Calouste Gulbenkian, e comprende sia temi essenzialmente filosofici e pedagogici sia altri di cultura e di attualità che riflettono le preoccupazioni del suo tempo, identificabili in minacce sempre crescenti di disumanizzazione: l'individuo nei confronti della società, l'umanità in guerra o l'uomo di fronte alla tecnica. Si segnalano i seguenti lavori:
- Situazione Critica del Positivismo (Situação Valorativa do Positivismo), 1938.
- Sulla Filosofia (Da Filosofia), 1940.
- Conoscenza e Realtà (Conhecimento e Realidade), 1940.
- Fondamenti Esistenziali della Pedagogia (Fundamentação Existencial da Pedagogia), 1946.
- Il Pensiero Filosofico in Portogallo (O Pensamento Filosófico em Portugal), 1946.
- Tematica della Formazione Umana (Temática da Formação Humana), 1961.
- Significato Filosofico della Nuova Teoria della Scienza (Significação Filosófica da Nova Teoria da Ciência), 1961.

Sensibile al valore pedagogico del cinema e alle sue potenzialità didattiche, ha dedicato commenti e conferenze a diversi film, tra cui Il Figliuol Prodigo (Luis Trenker, Germania 1934), Il Terzo Uomo (Carol Reed, USA 1949) e Umberto D. (Vittorio De Sica, Italia 1952).
Alcuni articoli di Delfim Santos sono disponibili online (in versione originale):
- SANTOS, Delfim (1949) Da Ambiguidade na Metafísica, Mendoza
- SANTOS, Delfim (1949) Pedagogia como Ciência Autónoma, Mendoza

## Temi principali
La componente filosofica della sua opera è stata particolarmente influenzata dalla filosofia tedesca del XX secolo. Inizialmente, la sua ricerca si concentrò sulla inadeguatezza dell'applicazione dei metodi matematici o delle scienze naturali alla filosofia e allo studio umanistico, e criticò le tesi del neopositivismo di Vienna. In seguito, si interessò alla ontofenomenologia di Nicolai Hartmann, che scelse come orientatore della sua tesi di dottorato a Berlino e da cui ereditò l'idea della caratterizzazione del reale non come unità ma come molteplicità, tesi che portò avanti e sviluppò personalmente. Seguendo Hartmann, aderì decisamente ad una "filosofia dei problemi", aporetica, e non ad una filosofia dei sistemi e delle soluzioni.
Nella fase finale della sua opera esplorò le potenzialità di una antropologia filosofica di impronta esistenziale e la sua applicabilità alla pedagogia, e si occupò di temi della filosofia delle scienze, in particolare della fisica.
Alla ricerca di una sintesi 'esistenziale' tra Filosofia e Pedagogia, sviluppò un importante lavoro di aggiornamento e di rinnovamento del pensiero pedagogico portoghese con diverse proposte di riorganizzazione scolastica e curricolare dei diversi gradi di istruzione, dall'asilo all'università. Dedicò particolare attenzione e riflessione alle questioni concernenti l'insegnamento tecnico e professionale, all'orientamento delle vocazioni e, per quanto riguarda quest'ultimo aspetto, alla rilevanza della caratterologia di Heymans - Le Senne - Berger nella pratica educativa; nell'ambito della Storia dell'Educazione ha pubblicato studi sulla paideia greca e su educatori stranieri come Pestalozzi e Maria Montessori e il portoghese Adolpho Coelho, tra gli altri.
Si interessò anche della filosofia e del pensiero italiani, dedicando saggi e articoli a Leonardo da Vinci, Giordano Bruno, Benedetto Croce, tra gli altri. Negli anni '50, collaborò a diverse iniziative culturali e a pubblicazioni promosse dall'Istituto Italiano di Cultura in Portogallo.Studiò inoltre la storia del pensiero filosofico portoghese e brasiliano, con particolare riferimento all'opera di Silvestre Pinheiro Ferreira (1769-1846), filosofo che svolse la sua azione nei due paesi, creando legami importanti con il Brasile, in special modo con i filosofi Vicente Ferreira da Silva, Miguel Reale e Luís Washington Vita.